# لئو روخاس
خوان لئوناردو سانتیلیا روخاس (به انگلیسی: Juan Leonardo Santillia Rojas) (متولد ۱۸ اکتبر ۱۹۸۴) یک نوازنده پن فلوت اهل اکوادور است.

## زندگی‌نامه
روخاس در سال ۲۰۱۱ از کشور خود به اسپانیا سفر کرد در حالی که خانواده‌اش در اکوادور اقامت داشتند. سپس بعد از مدت کوتاهی اقامت در اسپانیا در همان سال با ویزای توریستی به آلمان رفت و به اجرا در خیابان‌های این کشور پرداخت. یک روز که وی در خیابان به اجرای موسیقی مشغول بود یکی از دوستانش به او پیشنهاد داد که در مسابقه استعدادیابی آلمان شرکت کند. روخاس پس از شرکت در مسابقه و عبور از مرحله‌های نیمه‌نهایی و نهایی توانست در فینال با اجرای آهنگ چوپان تنها در مسابقه برنده شود. وی هم‌اکنون به همراه همسر لهستانی خود در آلمان زندگی می‌کند.

## دیسکوگرافی

### آهنگ
- The Lonely Shepherd
- El cóndor pasa
- Nature Spirits

### آلبوم‌ها
- Spirit of the Hawk
- Flying Heart
- Albatross
- Das Beste